# 櫻 (世田谷區)
櫻（日语：／ Sakura */?）是東京都世田谷區的地名，下分一丁目至三丁目。郵遞區號156-0053。

## 地理
鄰近東急世田谷線上町站、宮之坂站、小田急小田原線經堂站。世田谷通穿過町內。搭乘巴士可直達三軒茶屋、澀谷。一丁目有世田谷區立櫻木中學校。

## 歷史

### 地名由來
地名來自世田谷城內的櫻花樹「御所櫻」，明治初期為世田谷村小字櫻木。1879年（明治12年）12月1日，櫻學校（下町圓光院本堂臨時校舍，現：櫻小學校）完成。地名從此時開始省略木字，簡稱「櫻」。1966年（昭和41年），「櫻」獨立成為新町。

## 備註
1. ↑  平成25年（2013年）の世田谷区の町丁別人口と世帯数 - 世田谷区